# Museo Naval (Madrid)
El Museo Naval es una entidad cultural de titularidad estatal, situada en la primera planta del Cuartel General de la Armada en el paseo del Prado (Madrid), y gestionada por el Ministerio de Defensa a través de la Dirección General de Relaciones Institucionales de la Defensa: Subdirección General de Patrimonio Histórico-Artístico; y dependencia orgánica del almirante jefe del Estado Mayor de la Armada, regida por un Real Patronato al que le es de aplicación lo dispuesto en el Real Decreto 620/1987, de 10 de abril, que aprueba el Reglamento de los Museos de Titularidad Estatal.
La misión del Museo consiste en adquirir, conservar, investigar, comunicar y exhibir para fines de estudio, educación y contemplación, piezas, conjuntos y colecciones de valor histórico, artístico, científico y técnico relacionados con la actividad naval, a fin de difundir la historia marítima de España, contribuir a ilustrar, relevar y salvaguardar sus tradiciones y promover la conciencia marítima nacional.
Conforme a lo dispuesto en el Real Decreto 1305/2009, de 31 de julio, por el que se crea la Red de Museos de España, el Museo Naval es uno de los Museos Nacionales de titularidad y gestión estatal, adscrito al Ministerio de Defensa.

## Historia
El origen del Museo Naval se remonta al 28 de septiembre de 1792, gracias a una iniciativa de don Antonio Valdés y Fernández Bazán, Secretario de Marina del rey Carlos IV, plasmada en el siguiente documento:

El Rey tiene resuelto establecer en la Nueva Población de San Carlos un Museo de Marina que, a más de la biblioteca general, reúna todas las ciencias naturales que son necesarias para la completa instrucción del Cuerpo de la Armada, y consiguiente utilidad en ella.

Para su ejecución ha determinado S.M. que se destinen desde luego en la Tesorería de Cádiz cien mil reales de la consignación de cada Departamento, comprendiéndolos en los presupuestos del año próximo; y que, sin perjuicio de ello, se pidan además otros tantos para el mismo; practicando lo propio en lo sucesivo y teniendo siempre con separación este caudal para emplearlo únicamente en el expresado objeto; y de orden de S.M. lo comunico a V.E. para su inteligencia y gobierno de esa Junta; en el concepto de que doy el correspondiente aviso a las de Cádiz y Cartagena.[cita requerida]

Con ese objeto, el capitán de navío Josef de Mendoza y Ríos fue comisionado a Francia y Gran Bretaña para comprar libros, mapas y otros materiales para la biblioteca, y los tenientes de navío Martín Fernández de Navarrete, José de Vargas Ponce y Juan Sanz y Barutell, enviados a distintos archivos españoles para copiar todos los manuscritos referentes a asuntos de Marina, mientras se empezaba la recogida de materiales para formar las colecciones del proyectado Museo.

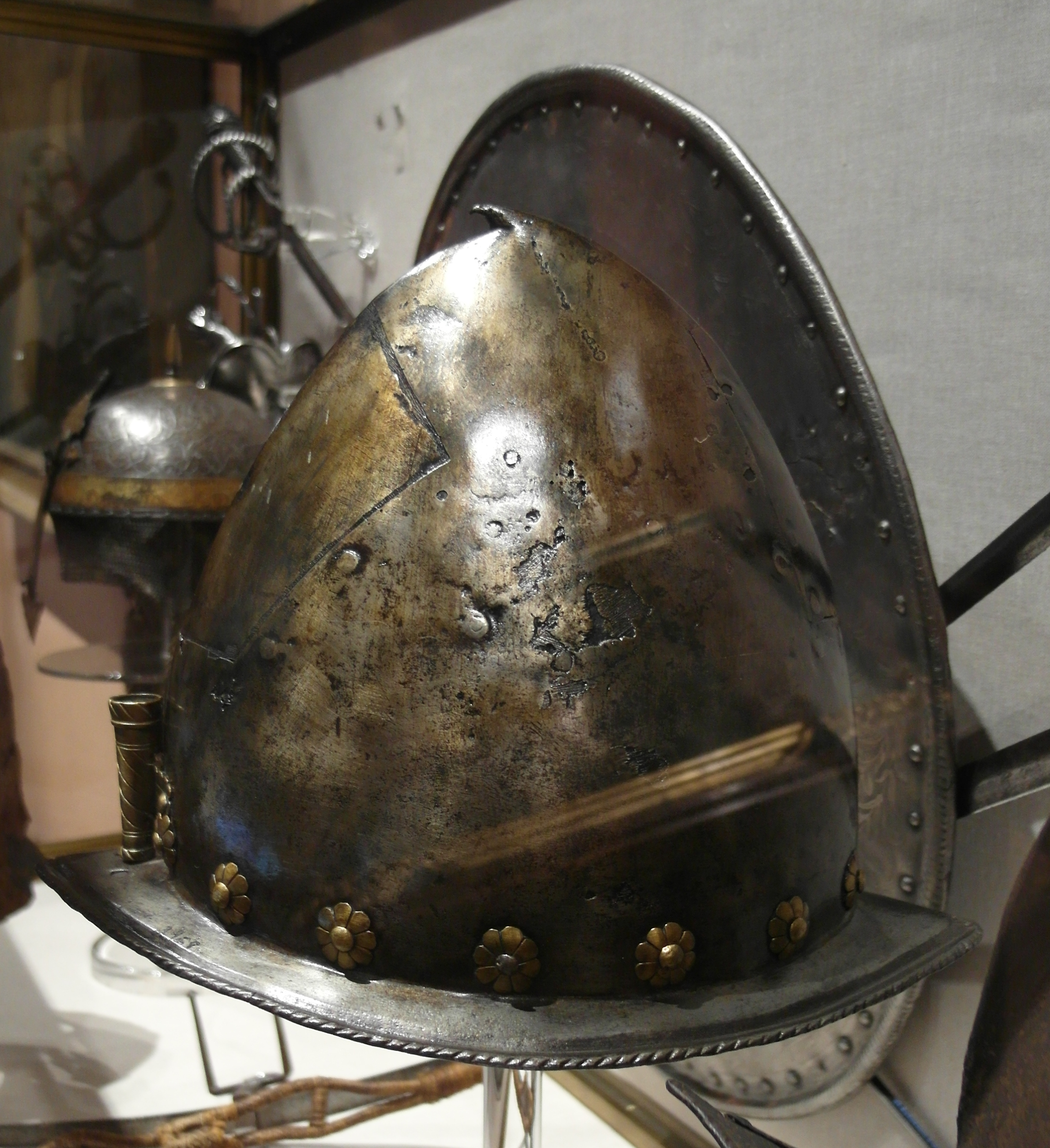
Casco español del en el Museo Naval.

La sustitución de Valdés al frente del Ministerio, la de José de Mazarredo en la Dirección General de la Armada y los acontecimientos políticos y militares por los que atravesó España en el primer tercio del siglo XIX, imposibilitaron la realización del proyecto. El material destinado a la biblioteca pasó a formar parte de la del Depósito Hidrográfico y los instrumentos científicos, que ya estaban en Cádiz, pasaron al Real Instituto y Observatorio de la Armada.

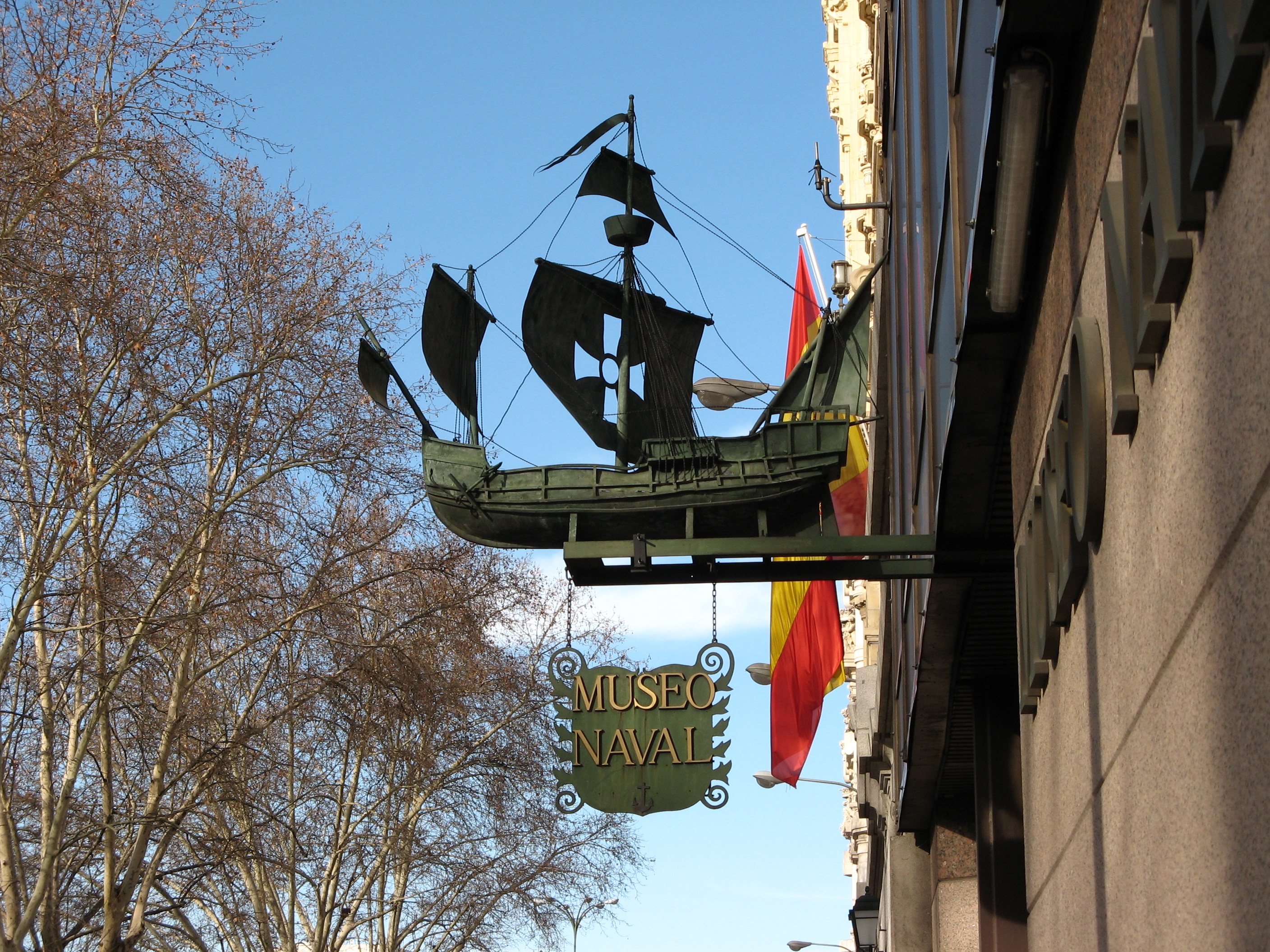
Detalle de la fachada del Museo Naval de Madrid.

Muchos años después, en 1842, el subteniente de Infantería Ramón Trujillo Celari, destinado como oficial auxiliar en la Junta del Almirantazgo, redactó un memorial para actualizar el decreto de Valdés.
Este memorial fue informado favorablemente por Fernández de Navarrete, a la sazón Director del Depósito Hidrográfico, abandonando, sin embargo, la idea enciclopedista del siglo anterior de incluir una biblioteca de Marina, pues este aspecto lo cubría ya la del Depósito Hidrográfico.
El Museo Naval fue inaugurado provisionalmente el 19 de noviembre de 1843 por la reina Isabel II, en la Casa o Palacio de los Consejos, en la calle Mayor de Madrid, actualmente sede de la Región Militar Centro.

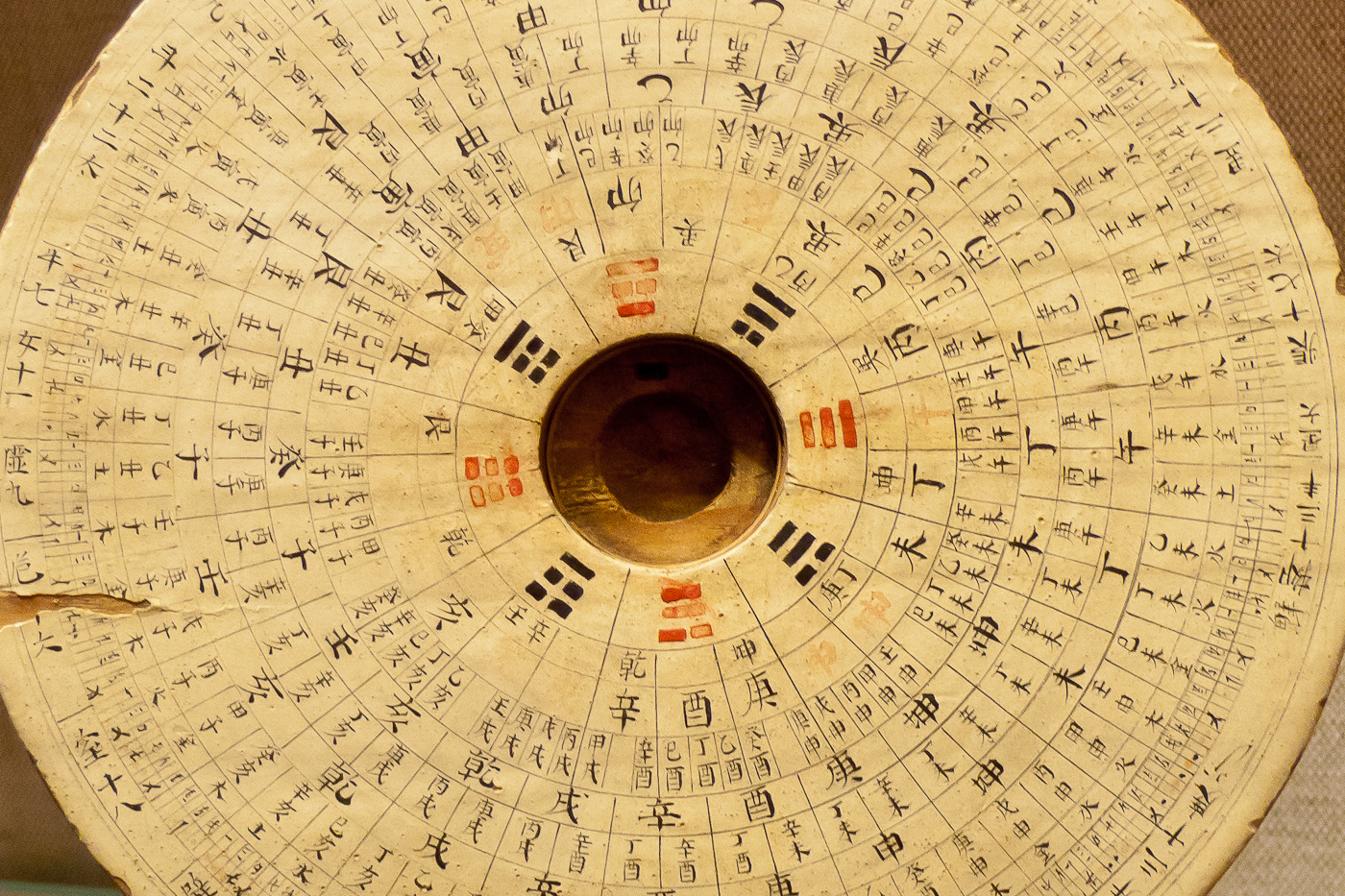
Instrumentos de medida de Asia en el Museo Naval.

Ante el incremento de los fondos, a comienzos de 1845 se trasladaron las colecciones a un nuevo local, la Casa del Platero, situada en la calle Bailén, entre el Palacio Real y la desaparecida Iglesia de Santa María de la Almudena. A causa de riesgo inminente de derrumbamiento del edificio, en 1853 se trasladó el Museo al Palacio de los Ministros, antigua casa de Godoy hasta 1807, junto al actual palacio del Senado, en la plaza de la Marina Española, reabriéndose al público el 27 de noviembre del citado año de 1853, con asistencia de la reina Isabel y los miembros del Gobierno.
En condiciones precarias, el Museo se reabrió de nuevo en octubre de 1932 en su sede actual del antiguo Ministerio de Marina, hoy Cuartel General de la Armada, ocupando el mismo lugar donde se halla hoy en día. El contralmirante Julio Guillén Tato, director desde 1933 a 1972, verdadero creador y alma del nuevo centro, le dio la forma y organización plasmadas en el catálogo-guía de 1934 que, con ligeras variaciones, se ha mantenido hasta 1993.

## Colecciones

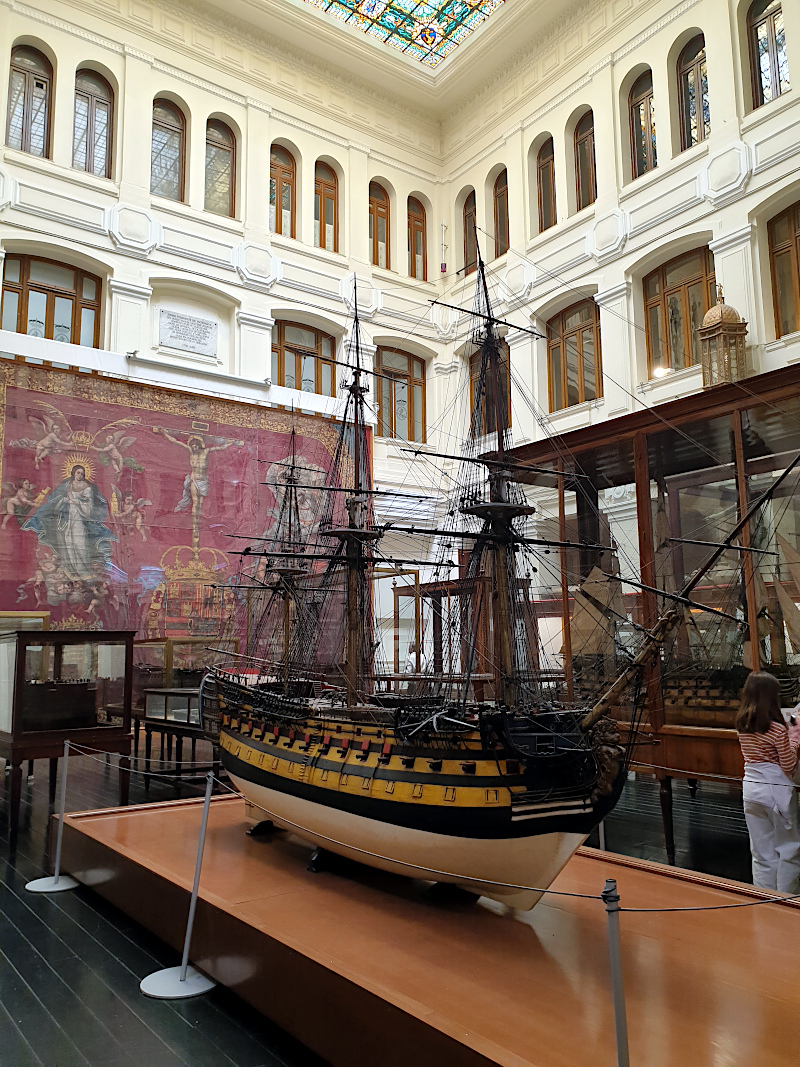
Sala del Museo Naval de Madrid

El origen de las colecciones del Museo es muy diverso. Una gran parte procede de las valiosas aportaciones de la Casa Real, la antigua Secretaría de Marina, las extinguidas Compañías de Guardias Marinas, los Departamentos Navales de la Península y de los apostaderos de Filipinas y Cuba, así como del Depósito Hidrográfico, el Real Instituto y Observatorio de San Fernando y el Instituto Hidrográfico de Cádiz. Muchos objetos también proceden de incontables donativos particulares.
Las salas del Museo están ordenadas cronológicamente, y contienen colecciones de objetos históricos de muy diversa índole, desde mapas, pinturas y grabados, hasta instrumentos de navegación, armas, uniformes y banderas que van desde el siglo XV hasta la actualidad. También cuenta con una amplia colección de reproducciones a escala de distintos tipos de embarcaciones.
Se exponen así mismo numerosos retratos, mayormente de los siglos XIX y XX, entre los que destacan obras de Vicente López Portaña, Joaquín Sorolla y Fernando Álvarez de Sotomayor.

Sumamente interesante es el amplio conjunto de piezas rescatadas del galeón San Diego, que naufragó en aguas de Filipinas en el año 1600. En la década de 1990 sus restos fueron hallados en la bahía de Manila y una fracción de las piezas recuperadas fue adquirida para este museo.

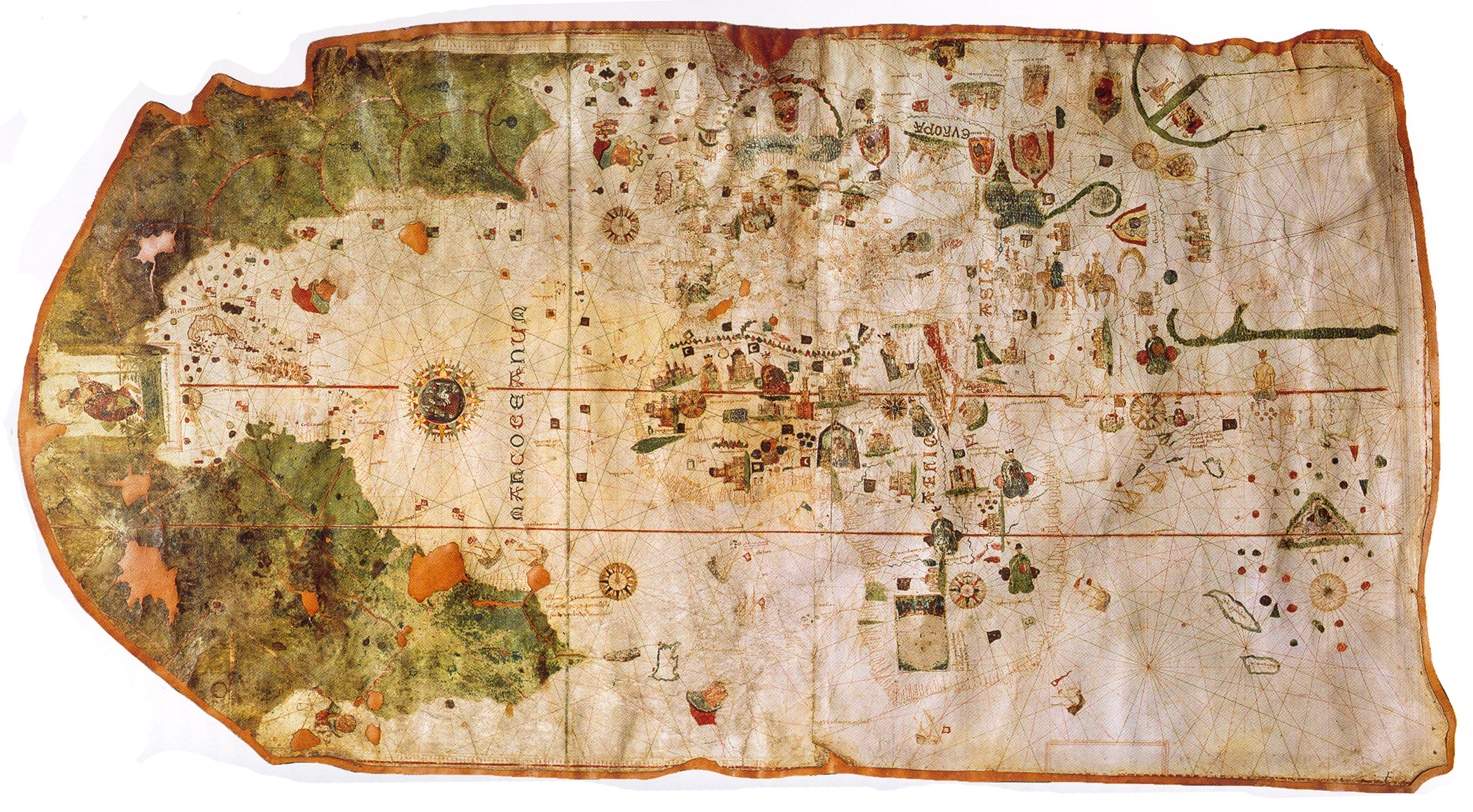
El mapa de Juan de la Cosa.

Entre las piezas históricas más interesantes del museo, sobresale el mapa de Juan de la Cosa, la representación del continente americano más antigua que existe, del año 1500.
También se guardan aquí varios grabados sobre embarcaciones del siglo XVI, realizados por Frans Huys según dibujos de Pieter Brueghel el Viejo. Debido a razones de conservación, se mantienen almacenados, si bien se han presentado temporalmente al público en abril de 2018.